# Aqberel
Die Aqberel (kasachisch Ақ Берел; russisch Белая Берель Belaja Berel „Weiße Berel“) ist ein rechter Nebenfluss der Buchtarma in Ostkasachstan.

## Flusslauf
Die Aqberel entsteht am Südhang der Belucha, dem höchsten Gipfel des Katun-Kamms im Altaigebirge. Sie wird von den dortigen Gletschern gespeist. Die Aqberel fließt in südwestlicher Richtung. Größere Nebenflüsse sind Karaberel und Arassan von links sowie Jasowaja von rechts. Die Aqberel wendet sich schließlich nach Süden und mündet bei dem Ort Berel in die nach Westen strömende Buchtarma. Die Aqberel hat eine Länge von 65 km. Ihr Einzugsgebiet umfasst 1040 km². Der mittlere Abfluss nahe der Mündung beträgt ungefähr 25 m³/s. Den größten maximalen Abfluss erreicht die Aqberel im Juni mit 96 m³/s.